# Albel Nox
Albel Nox es uno de los personajes del juego de tri-Ace Star Ocean Till the end of time para PlayStation 2. Es interpretado por Isshin Chiba.

## Datos
Sexo: Hombre
Edad: 24
Altura: 6'1
Peso: 141 lbs
Raza: Elicoorian
Arma: Katanas y garras

## Historia
Líder de la Brigada Negra, uno de los tres principales ejércitos del Reino de Airyglyph. Es el eterno rival de Duke Vox, el cual ha conseguido meterle en la cárcel en más de una ocasión. Aún a pesar de que, como su apodo (Albel el Despiadado) indica, pueda parecer un bárbaro salvaje, es en realidad un estratega (algo radical) y político notable, que actúa siempre mediante la fuerza, el miedo y la opresión.
Su padre, Glou Nox, era el líder de la Brigada de Dragones, puesto el cual Albel debería haber heredado; sin embargo, durante la Ascensión de la Llama (ritual mediante el cual los soldados obtienen su dragón), Albel fue incapaz de sincronizarse con su montura, por culpa de lo cual debería haber muerto abrasado; sin embargo, su padre, Glou, se interpuso entre el chico y las llamas, muriendo en su lugar. Aun así, Albel perdió su brazo en aquel accidente.
Si bien se ríe de los protagonistas y los trata como a seres inferiores, acaba uniéndose al grupo como condición para salir de la prisión (en una de las ocasiones en que lo habían encarcelado) para ayudarles a domar al Marquee, mayor dragón de Elicoor II, con potencia suficiente para enfrentarse a una nave de combate Vendeeni media.
Albel es, asimismo, sucesor de la espada Azote Escarlata.

## Personalidad
Como general de la Brigada Negra, no toma prisioneros ni deja supervivientes en el campo de batalla; por ello es llamado Albel el Despiadado. Es extremadamente cruel y sanguinario; sin embargo, esto deriva del pésimo estado en que se encuentra su nación, Airyglyph. El hambre y el miedo hace que sus habitantes consideren a los países vecinos como enemigos naturales, con lo cual han de invadirlos y tomar sus recursos a toda costa. Es por ello que Albel se dedica en cuerpo y alma a la guerra; como dirá más adelante, al obtener la espada Azote Escarlata, él no odia al resto del mundo por ser débil, ni a su nación por el estado en el que se halla; se odia a sí mismo por sentir desprecio ante aquellos que son incapaces de defenderse a sí mismos, y por ser incapaz de comprenderles. Por tanto, tenemos a una persona que ha sido endurecida por la guerra, y que reconoce que así es, pero que, por más que quiere, no puede cambiar. Es, probablemente, uno de los personajes más profundos del juego Star Ocean Till the end of time.